# Europäischer Hof

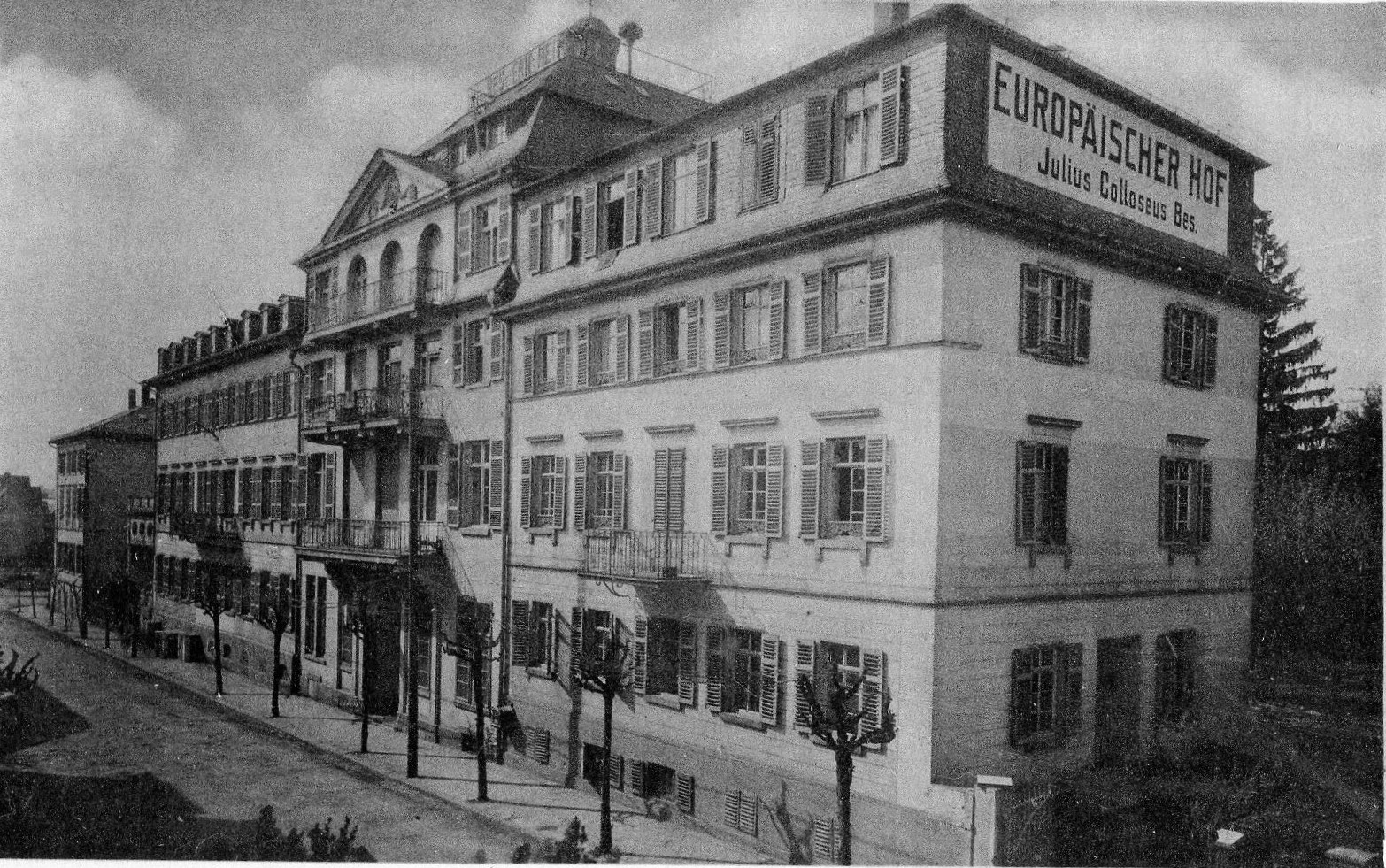
Der Europäische Hof 1930

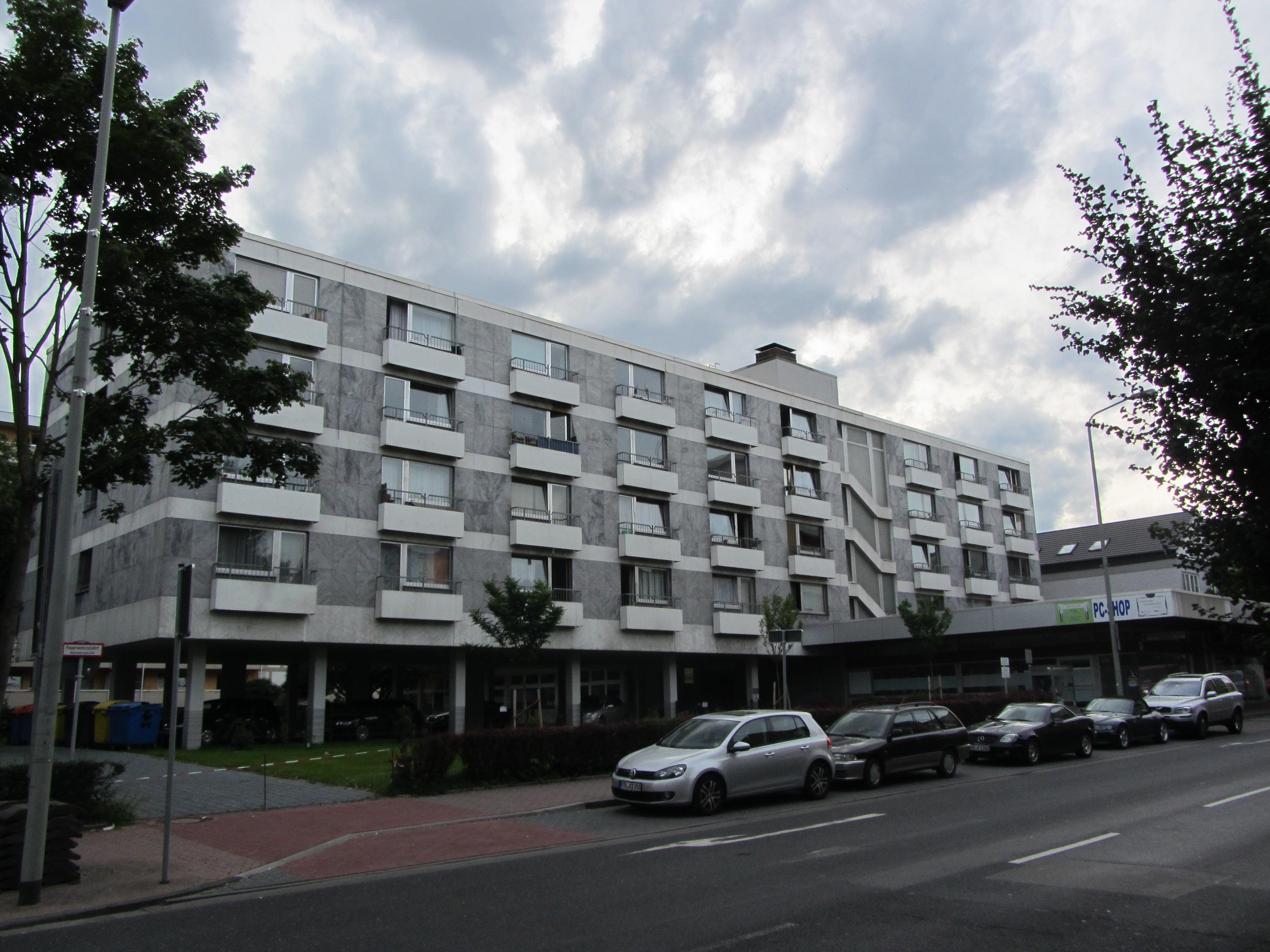
Die heutige Bebauung

Der Europäische Hof ist ein ehemaliges Hotelgebäude in Bad Soden am Taunus. Es lag an der Königsteiner Straße.

## Geschichte
Der Europäische Hof wurde 1845 als Kurhotel gebaut. 1855 wurde das Gebäude von Herrn Phillip Colloseus gekauft. Dieser war davor Pächter des Kurhauses am Alten Kurpark. Im Jahr 1860, dem sogenannten „Russenjahr“, gastierten viele Russen im Hotel, wie zum Beispiel der Dichter Iwan Sergejewitsch Turgenew.
Bis 1909 bestand der Europäische Hof aus zwei Gebäuden, welche durch einen kleinen Garten getrennt waren. 1911 jedoch wurde ein Zwischenbau hinzugefügt, um die beiden Gebäude zu verbinden. Des Weiteren wurden die beiden Gebäude noch um 1–2 Geschosse aufgestockt.
In den beiden Weltkriegen wurde das Gebäude von den jeweiligen Besatzern beschlagnahmt. Nach dem Ersten Weltkrieg hausten hier die Franzosen, im Zweiten Weltkrieg dann die Amerikaner. 1959 wurde das Gebäude wieder an den Bund zurückgegeben, welcher es sofort verkaufte. 1965 wurde es abgerissen und durch einen modernen Bau ersetzt. Heute befindet sich hier ein Wohnhaus und eine kleine Gewerbefläche, die bis zum Sommer 2012 von der Drogeriekette Schlecker genutzt wurde. 
Bis zum Abriss 1965 besaß das Gebäude eine riesige Gartenanlage. Diese wurde komplett durch moderne Blockbebauung ersetzt.